# 熱心党のシモン
熱心党のシモン（ねっしんとうのシモン、ギリシア語: Σιμων ὁ Ζηλωτης〈Simon ho Zelōtēs〉）は、十二使徒の一人。シモン・ペトロや、イエスの兄弟のシモンとは別人である（ただし、後者に関してはカトリック教会では同一人物とされている）。新約聖書中では、共観福音書と『使徒行伝』に、各々一度名が見えるだけで、それ以外に言及されることは無く、人物の詳細については不明な点が多い。

## 「熱心党」について
ギリシア語原文の彼についての該当箇所は難解である。熱心党のシモンに言及した最古の史料は『マルコによる福音書』であり、その他、彼に関する新約文書の言及箇所は、この福音書を写したものである。マルコ福音書の該当箇所は、「熱心者 （καναναιος）のシモン」と記されている。これを写した『マタイによる福音書』も全体の文体を変えてはいるが、「熱心者」という呼称をそのまま用いている。この語は「熱心党員（ζηλωτης）」を指す一般的なものではなく、実際に何を指しているのかは不明である。ローマに反抗していた「熱心党」を指すとも考えられるが、律法（トーラー）に熱心な者を意味しているとも考えられる。
一方、『ルカによる福音書』は、マタイと同じく、マルコを写しながらも、この語を「熱心党員」と置き換えている。しかし、ルカ文書（『ルカ福音書』と『使徒行伝』）は、このシモンに関しては、全て『マルコ福音書』の記述を写しているため、ルカに従ってただちにシモンを熱心党員と考えることはできない。
ちなみに、日本聖書協会の訳（口語訳、新共同訳等）は、これらをすべて「熱心党」で統一している。外典の中には、明らかに後世の創作であるが、幾つか熱心党のシモンについて記述しているものがある。

## 伝承
後世、いくつかの伝承がつくられた。熱心党のシモンの後半生については、エジプトに伝道したというもの、ブリテン島に伝道し、教会（おそらくはグラストンベリー寺院）を建て、そこで殉教したというもの、名前からの連想と思われるローマ帝国に対するユダヤ人の反乱に巻き込まれて殉教したとするものがある。
もっとも流布している伝承では、エジプトに伝道したのち十二使徒のひとりであるユダ・タダイとともにペルシアに行き、そこで殉教したとする。ヤコブス・デ・ヴォラギネの『黄金伝説』には、この型の伝承が収録されている。